# Капур, Сатиендра
Сатие́ндра Капу́р (настоящее имя — Сатье́н Каппу, англ. Satyen Kappu; 14 января 1931 — 27 октября 2007, Мумбаи Индия) — индийский характерный актёр, снимавшийся в основном в фильмах на хинди. Среди наиболее известных его ролей: дядя Зиты в фильме «Зита и Гита» и слуга тхакура в «Месть и закон».

## Биография
Сатиендра Капур родился 14 января 1931 года. Свою карьеру он начал в 1952 году в качестве театрального актёра в Ассоциации народных театров Индии (ИПТА) в Бомбее (ныне — Мумбаи). С 1960 года снимался в Болливуде. В основном исполнял роли второго плана — отцов, дядей, близких родственников, полицейских, врачей и коварных злодеев. Сыграл несколько примечательных ролей в блокбастерах с участием Амитабха Баччана. За свою карьеру снялся более чем в 80 фильмах. Именно он посоветовал взять его коллегу по ИПТА, Амджада Хана, на роль бандита Габбара Сингха в фильм «Месть и закон».
Сатиендра Капур скончался от сердечного приступа 27 октября 2007 года в Мумбаи, оставив после себя жену и четырёх дочерей. Его внучка была замужем за режиссёром Аравиндом Свами.

## Избранная фильмография
- 1961 — Кабулец — Манодж
- 1963 — Заключённая
- 1968 — Продавец мечты — Питер де Соуза
- 1970 — Игрушка — профессор
- 1970 — Оборванная связь
- 1972 — Зита и Гита — дядя Бадринах
- 1973 — Затянувшаяся расплата — инспектор
- 1975 — Стена — Ананд Верма, отец
- 1975 — Месть и закон — Рамлал, слуга Тхакура
- 1978 — Главарь мафии — инспектор Верма
- 1981 — Сирота — Кайлаш Натх
- 1982 — Преданный слуга — Гирдар
- 1983 — Носильщик — Аслам
- 1988 — Супруга — Джагат Дада
- 1990 — Сердце — Гирдхарилал
- 1992 — Сын — Шьямлал
- 1997 — Зов земли — Шуркьен
- 1999 — Мятежная душа — дядя Раджа